# هیرنسدورف
هیرنسدورف (به آلمانی: Hirnsdorf) یک منطقهٔ مسکونی در اتریش است که در وایتس واقع شده‌است. هیرنسدورف ۴٫۵۳ کیلومتر مربع مساحت دارد ۳۵۸ متر بالاتر از سطح دریا واقع شده‌است.